# Vincent Joseph Schaefer
Vincent Joseph Schaefer (* 4. Juli 1906 in Schenectady, New York; † 25. Juli 1993 in Schenectady) war ein amerikanischer Chemiker und Meteorologe.
Als Mitarbeiter eines Forschungslabors von General Electric führte er Experimente durch, um künstlich Schneefall zu erzeugen. Dies gelang ihm am 13. November 1946 durch eine Injektion von Trockeneis in unterkühlte Wolken. 